# Virginia López (triatleta)
Virginia López Argenta (nacida en 1980) es una triatleta uruguaya.
Virginia López terminó séptima en la Copa Panamericana de Triatlón ITU de La Paz con un tiempo de 02:27:58 horas. Participó en los Juegos Sudamericanos de 2006 en Buenos Aires con el equipo uruguayo y terminó el triatlón en 13ª posición. Al año siguiente, terminó 14ª en el Campeonato Sudamericano de Salinas, en marzo, y una semana más tarde fue 11ª en la Copa Panamericana de Triatlón ITU de Lima, con un tiempo de 02:10:46 horas. A continuación, en abril de 2007, logró un noveno puesto en Buenos Aires. López formó parte de la selección uruguaya que participó en los Juegos Panamericanos de Río de Janeiro en julio de 2007. Allí terminó 25ª y volvió a formar parte de la selección en los Juegos Suramericanos de Medellín 2010, donde terminó 15ª.
En junio de 2011, compitió por primera vez en los Campeonatos Iberoamericanos, pero no terminó la competición allí. Una semana más tarde, López terminó 13ª en el Campeonato del Caribe en Guatape, antes de terminar décima de nuevo una semana más tarde en la Copa Panamericana de Triatlón ITU en Coteau du Lac. También formó parte del equipo uruguayo en los Juegos Panamericanos de Guadalajara 2011. Sin embargo, fue descalificada en esta competición. Fue designada como docente de la asignatura Educación Física Infantil. Encabezó la clasificación general femenina en el Half Triathlon Concordia 2012 en Entre Ríos.